# Michael Allen (Journalist)

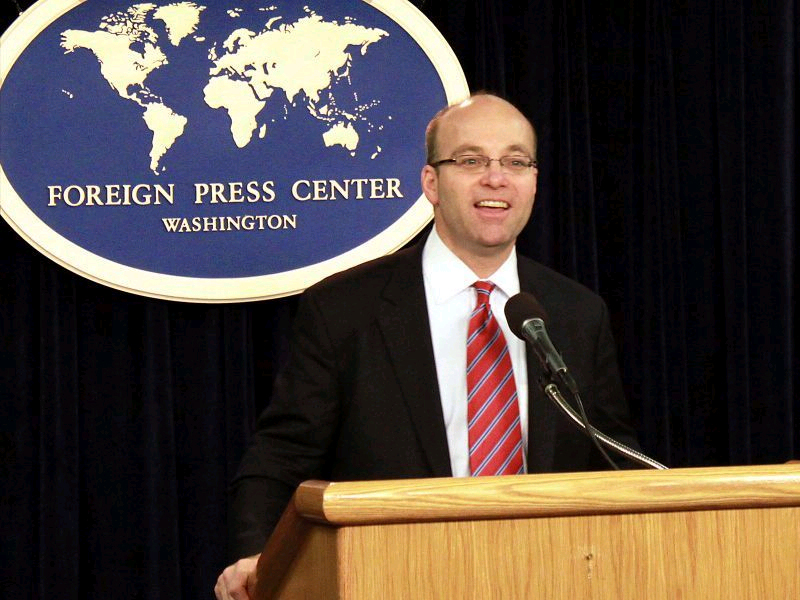
Michael Allen (2010)

Michael Allen (* 21. Juni 1964 im Orange County, Kalifornien, USA) ist ein US-amerikanischer Journalist. Er war Chefreporter des Medienunternehmens Politico in Washington, D.C. 2016 gründete er mit anderen ehemaligen Politico-Journalisten die Nachrichtenwebsite Axios. Allen gilt als einer der bestvernetzten und einflussreichsten Journalisten in den USA.

## Leben
Allen wuchs im Orange County (Kalifornien) auf und hat drei Geschwister. Der Sohn des erzkonservativen Journalisten und John-Birch-Society-Mitglieds Gary Allen war in seiner Jugend Pfadfinder. Sein akademischer Abschluss an der Washington and Lee University 1986 ist ein Bachelor of Arts mit den beiden Hauptfächern Politikwissenschaften und Journalismus.
Seine erste Anstellung hatte Allen in Fredericksburg (Virginia) bei der Regionalzeitung Free Lance-Star. Des Weiteren arbeitete er als Reporter für die Zeitungen Richmond Times-Dispatch in Richmond (Virginia), Washington Post, The New York Times und das Time Magazine. Für die Washington Post war Allen rund sechs Jahre lang tätig.
Bereits beim Nachrichtenmagazin Time war er zuletzt White House-Korrespondent. Ähnliche Kompetenzen übernahm er bei seinem Wechsel 2006 zu Politico. Allen schreibt das tägliche Playbook. Im April 2010 schätzte die New York Times, dieses Playbook bringe Politico jährlich 780.000 Dollar ein.
Allen bekam im New York Times Magazine im  April 2010 einen eigenen Personality-Artikel unter der Überschrift The Man the White House Wakes Up To.

## Auszeichnungen
2004 erhielt Allen den renommierten Merriman Smith Memorial Award der White House Correspondents' Association für herausragende Berichterstattung über das US-Präsidentenamt. Er bekam den Preis zugesprochen für seine Reportage über einen Geheimbesuch von George W. Bush in Bagdad.

## Werke
- The Right Fights Back (E-Book, gemeinsam mit Evan Thomas), Random House 2011.[4]
- Blinking Red. Crisis and Compromise in American Intelligenceafter 9/11. Potomac Press, Sterling, USA 2013, ISBN 978-1-61234-615-1.[5]